# تسامع

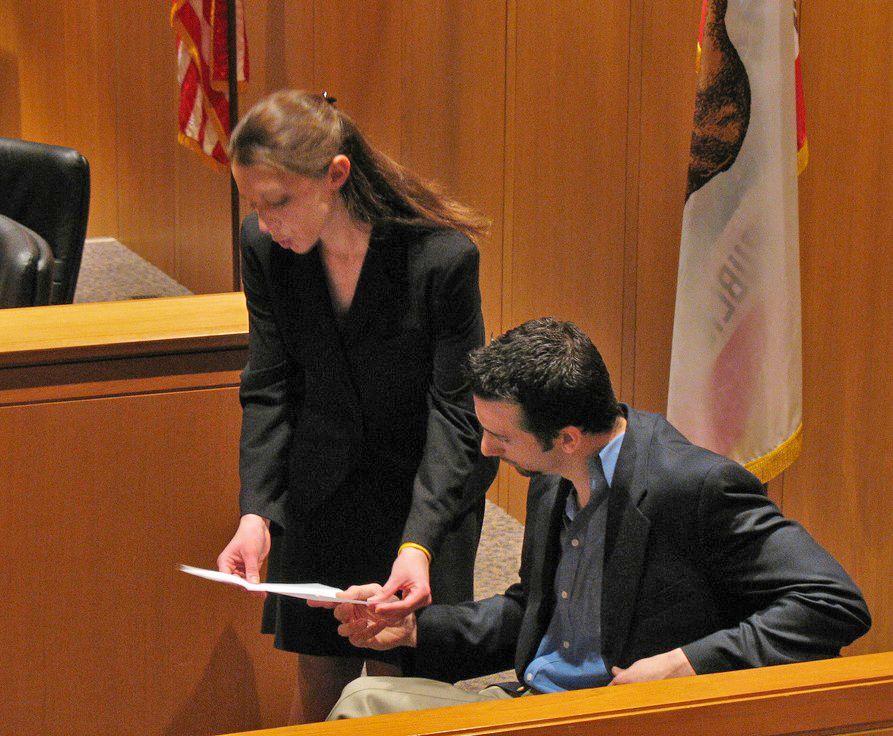

التسامع على وزن التفاعل، لغةً: نقل قول النقل عن الغير، وشرعاً: الإشهاد، وهو ما حصل من العلم بالتواتر أو الشّهرة أو غيره.